# Хейл, Холли
Холли Хейл (родилась 28 ноября 1990 года) победительница конкурса красоты Мисс Вселенная Великобритания в 2012 году.

## Биография
Студентка психологии Университета Кардиффа победила на конкурсе Мисс Вселенная Великобритания 2012 прошедшего в городе Бирмингем и вторая участница из Уэльса, получившая этот титул.
Холли представляла Великобританию на конкурсе Мисс Вселенная 2012 года.